# John Nimrod
John J. Nimrod, född 1 maj 1922, död 4 januari 2009, var en amerikansk politiker. Han var senator i delstaten Illinois, fd ordförande för Assyrian Universal Alliance och ordföranden i generalförsamlingen och styrkommittén för Unrepresented Nations and Peoples Organisation (UNPO). Han var av assyrisk härkomst.